# غافين أوكونور (ممثل)
غافين أوكونور (بالإنجليزية: Gavin O'Connor)‏ هو ممثل أيرلندي، ولد في 17 ديسمبر 1972 بكورك في جمهورية أيرلندا.

## وصلات خارجية
- غافين أوكونور على موقع IMDb (الإنجليزية)
- غافين أوكونور على موقع ألو سيني (الفرنسية)
- غافين أوكونور على موقع قاعدة بيانات الفيلم (الإنجليزية)
- غافين أوكونور على موقع كينوبويسك (الروسية)